# Philipp Riese
Philipp Riese (* 12. November 1989 in Neubrandenburg) ist ein ehemaliger deutscher Fußballspieler und heutiger Fußballtrainer.

## Werdegang
Riese begann seine Karriere beim FSV Meuselwitz und wechselte später in die Jugendabteilung des VfB Leipzig. Nachdem dieser Verein aufgelöst worden war, spielte Riese beim Nachfolgeverein 1. FC Lokomotive Leipzig weiter, bevor er im Jahre 2006 zum ZFC Meuselwitz wechselte. Im Jahre 2008 gelang ihm der Sprung in die erste Mannschaft des ZFC, mit dem er gleich in seiner ersten Seniorenspielzeit aus der Oberliga Nordost in die Regionalliga Nord aufstieg. Für Meuselwitz absolvierte Riese 87 Regionalligaspiele und erzielte dabei zwei Tore.
Zur Saison 2012/13 wechselte er zum Drittligisten Arminia Bielefeld, für den er am ersten Spieltag bei der Partie gegen Alemannia Aachen sein Profidebüt absolvierte. Mit der Arminia gelang ihm am Ende der Spielzeit der Aufstieg in die 2. Bundesliga, für Riese standen 22 Einsätze zu Buche. In der Zweitligasaison 2013/14 kam er auf 27 Spiele und drei Tore, den direkten Wiederabstieg mit Bielefeld konnte er jedoch nicht verhindern. Riese wechselte daraufhin im Sommer 2014 zum 1. FC Heidenheim.
Zur Saison 2015/16 ging Riese zum FC Erzgebirge Aue in die 3. Liga. In seiner ersten Saison für die Veilchen erzielte Riese in 37 Ligaspielen zwei Tore. Mit Aue stieg er in die 2. Bundesliga auf. In der Saison 2021/22 stieg die Mannschaft wieder in die 3. Liga ab. Zum Beginn der Saison 2022/23 stand der 32-Jährige, der parallel seit dieser Saison als Co-Trainer der B2-Junioren (U16) arbeitete, noch im Kader, wurde vom neuen Cheftrainer Timo Rost aber nicht mehr berücksichtigt. Anfang August 2022 gab Rost nach dem 1. Spieltag bekannt, dass Riese nicht mehr zum Kader gehöre.
Im September 2022 trennte sich der Verein nach drei Unentschieden und sechs Niederlagen auf dem letzten Platz stehend von Rost. Riese rückte daraufhin unter dem Interimstrainer Carsten Müller neben Oliver Gorgiev als zweiter Co-Trainer in den Trainerstab der Profis.

## Erfolge
Arminia Bielefeld
- Aufstieg in die 2. Bundesliga: 2013
- Westfalenpokalsieger: 2013

Erzgebirge Aue
- Aufstieg in die 2. Bundesliga 2016